# Drużyna biedronek
Drużyna biedronek – amerykańska komedia z 1992 roku.

## Obsada
- Rodney Dangerfield – Chester Lee
- Jackée Harry – Julie Benson
- Jonathan Brandis – Matthew/Martha
- Ilene Graff – Bess
- Vinessa Shaw – Kimberly Mullen
- Tom Parks – Dave Mullen
- Jeannetta Arnette – Glynnis Mullen
- Crystal Cooke – Nancy Larimer
- Jennifer Frances Lee – Carmelita Chu
- Vanessa Monique Rossel – Tina Velez
- Johna Stewart-Bowden – Sally Anne Welfelt
- Jandi Swanson – Penny Pester
- Nancy Parsons – trener Annie
- Blake Clark – trener Bull
- Tommy Lasorda – trener Cannoli
- Carolyn McCabe – pani Yollick
- Chuck McCann – Barman

## Fabuła
Chester Lee przypadkowym zbiegiem okoliczności zostaje trenerem kobiecej drużyny piłki nożnej. Zdesperowany nowy trener, który nie ma zielonego pojęcia o tym sporcie prosi Matthew, syna swojej dziewczyny Bess,  by przebrał się za dziewczynę i wstąpił do drużyny. Chłopak robi to tylko dlatego, że w grupie jest córka szefa firmy, w której pracuje Chester.